# New Castle (Indiana)
New Castle ist eine City im Henry County, Indiana, Vereinigte Staaten. Bei der Volkszählung im Jahr 2010 hatte sie 18.114 Einwohner. Die Fläche beträgt 15,4 km².

## Demographie
Die Einwohner verteilten sich im Jahr 2010 auf 7301 Haushalte mit etwa 2,4 Personen im Durchschnitt. 95,1 % der Bevölkerung waren weiß, 1,9 % afroamerikanisch.

## Söhne und Töchter der Stadt
- Omar Bundy (1861–1940), Generalmajor der U.S. Army
- Robert Indiana (1928–2018), Maler der Pop Art
- Clayton Edward Ray (* 1933), Paläontologe und Archäozoologe
- Melani Shaffmaster (* 2001), Volleyballspielerin